# Leif Larsen (ciclista)
Leif Larsen (Odense, 30 de septiembre de 1941) es un deportista danés que compitió en ciclismo en la modalidad de pista. Ganó una medalla de bronce en el Campeonato Mundial de Ciclismo en Pista de 1963, en la prueba de persecución por equipos.
Participó en los Juegos Olímpicos de Roma 1960, ocupando el quinto lugar en la prueba de persecución por equipos.

## Medallero internacional
| Campeonato Mundial | Campeonato Mundial | Campeonato Mundial | Campeonato Mundial          |
| Año                | Lugar              | Medalla            | Competición                 |
| ------------------ | ------------------ | ------------------ | --------------------------- |
| 1963               | Rocourt (Bélgica)  | Medalla de bronce  | Persecución por equipos (A) |